# Resolució 113 del Consell de Seguretat de les Nacions Unides
La Resolució 113 del Consell de Seguretat de les Nacions Unides, aprovada per unanimitat el 4 d'abril de 1956, després de recordar resolucions passades on es va demanar al Cap de Gabinet de l'Organisme de les Nacions Unides per la Vigilància de la Treva a dur a terme determinats passos específics per reduir les tensions al llarg de les línies d'armistici, el Consell va observar amb profunda preocupació que els passos proposats no s'han dut a terme. El Consell va considerar que la situació podria posar en perill el manteniment de la pau i la seguretat internacionals i va demanar al Secretari General de les Nacions Unides que estudiés els diversos aspectes de compliment del compliment dels quatre Acords General d'Armistici.
El Consell va demanar llavors que el Secretari General, juntament amb el Cap d'Estat Major, disposi l'adopció de mesures que creguin que reduirien les tensions al llarg de les línies de demarcació de l'armistici, com ara la retirada de forces, la llibertat de circulació dels observadors de l'ONU i l'establiment d'acords locals per a la prevenció d'incidències i la ràpida detecció de qualsevol violació dels Acords d'Armistici. El Consell va instar les parts de l'Acord General d'Armistici a cooperar amb el Secretari General en l'aplicació d'aquesta resolució i va demanar al Secretari General que informés al Consell dins d'un mes.